# باقرکوی (آرتوین)
باقرکوی (به ترکی استانبولی: Bakırköy) یک منطقهٔ مسکونی در ترکیه است که در آرتوین واقع شده‌است. باقرکوی ۷۹ نفر جمعیت دارد.